# Neptis areus
Neptis areus är en fjärilsart som beskrevs av Hans Fruhstorfer 1908. Neptis areus ingår i släktet Neptis och familjen praktfjärilar. Inga underarter finns listade i Catalogue of Life.